# Georgios Averof
El Georgios Averof (en griego: ΠΝ Γεώργιος Αβέρωφ) fue un crucero acorazado griego que sirvió como buque insignia de la marina helénica durante las Guerras de los Balcanes. Actualmente es un buque museo y el único crucero acorazado que se conserva.

## Historia

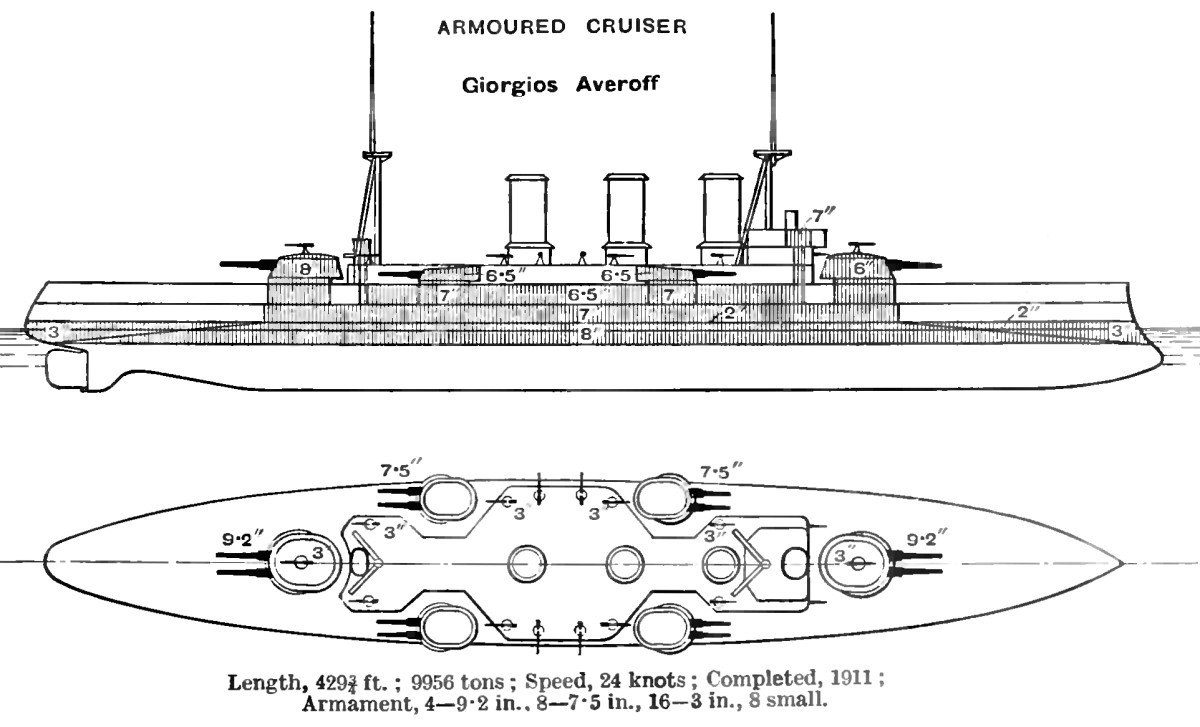
Diagrama del Georgios Averof.

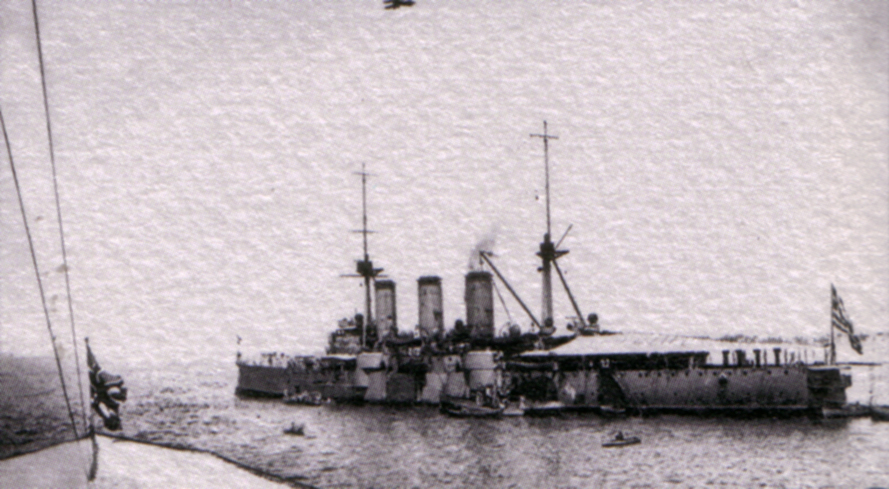
El Georgios Averof en 1917 o 1918 (Primera Guerra Mundial).

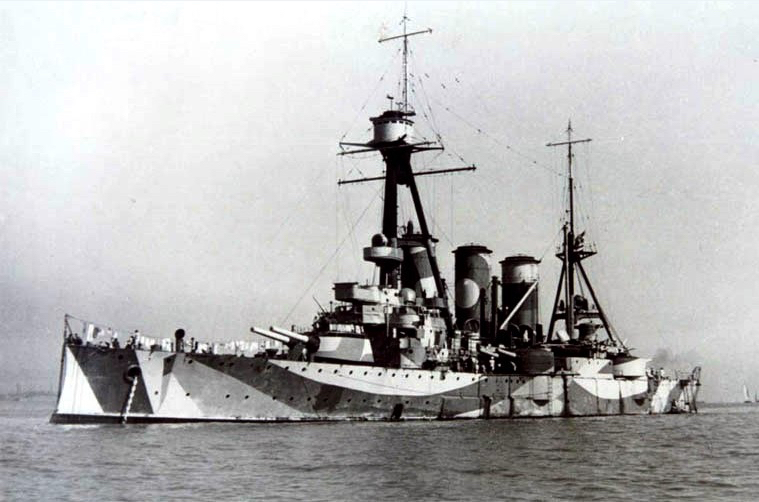
Georgios Averof con pintura de camuflaje en 1942 (Segunda Guerra Mundial).

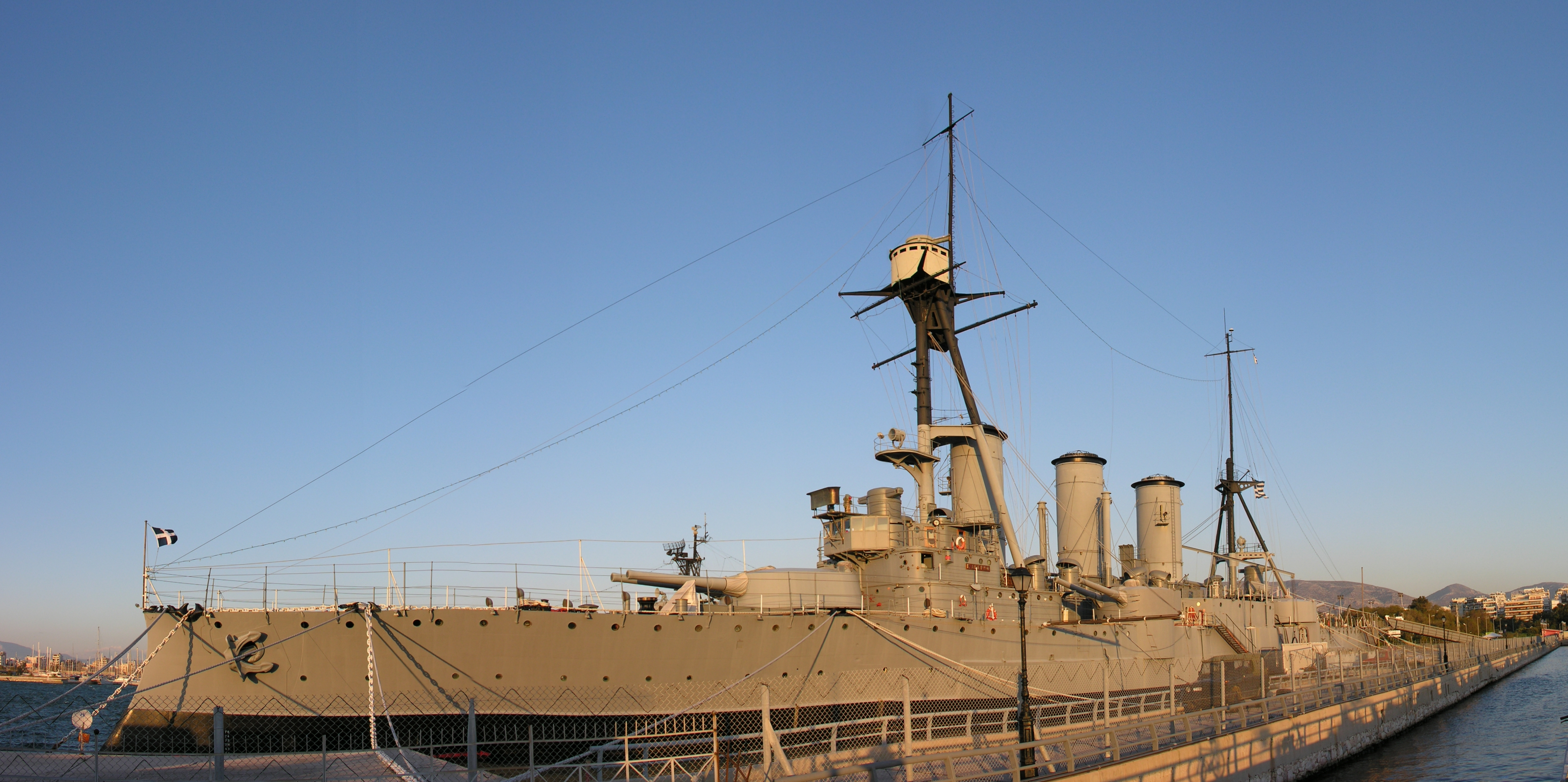
El Georgios Averof en el año 2009.

Comenzó su construcción en Livorno en 1907, siendo gemelo de los dos cruceros blindados italianos Clase Pisa. Se construyó como aventura especulativa, estando segura la empresa Orlando de que encontraría un comprador, siendo adquirido por el almirantazgo griego. 
El barco se llama así en honor al magnate griego George Averoff, el cual había donado grandes sumas de dinero para la ampliación de la armada griega.

### Guerras de los Balcanes (1912-1913)
Entre 1912 y 1913, fue el buque insignia de la armada helénica durante las guerras de los Balcanes, y participó en la toma de las islas del norte y el este del mar Egeo . Durante las batallas navales en Elli (3 de diciembre de 1912) y Lemnos (5 de enero de 1913) contra la armada otomana, que casi sin ayuda consiguiendo la victoria y el control indiscutible del mar Egeo para Grecia. En ambas batallas, debido a su mayor velocidad, blindaje y armamento, se salió de la línea de batalla y persiguió a la flota turca individualmente. 

### Primera Guerra Mundial (1914-1918)
Durante la Primera Guerra Mundial no tuvo un gran papel ya que Grecia no entró en la guerra hasta 1917. Al acabar el conflicto izó la bandera griega en Constantinopla (hoy Estambul). En 1919 fue reparado en el astillero HM en Malta. 

### Guerra Greco-Turca (1919-1922)
El barco se dedicó a bombardear zonas de la costa turca y en los últimos momentos de la guerra a evacuar a refugiados griegos que vivían en Turquía para trasladarlos a Grecia. 

### Segunda Guerra Mundial (1939-1945)
Cuando los alemanes invadieron Grecia en 1941, el Georgios escapó primero a Creta y más tarde a Alejandría. Desde agosto de 1941 hasta finales de 1942 fue asignado a tareas de escolta del convoyes y patrulla en el Océano Índico, con base en Bombay. Después permaneció anclado en Port Said. 

### Últimos años (1945-1952)
Posteriormente prestó servicio como buque estación en el Pireo, siendo dado de baja en 1952, permaneciendo anclado en Salamina hasta que fue remolcado a la isla de Poros, donde permaneció desde 1956 hasta 1983. En 1984, la marina decidió restaurarlo y convertirlo en buque museo, y ese mismo año fue remolcado a Palaio Faliro, donde está anclado como museo flotante.
El Georgios difiere de sus barcos hermanos de construcción italiana en que estos estaban armados con cañones de 254 mm mientras que él los llevaba de 234 mm.

## Galería

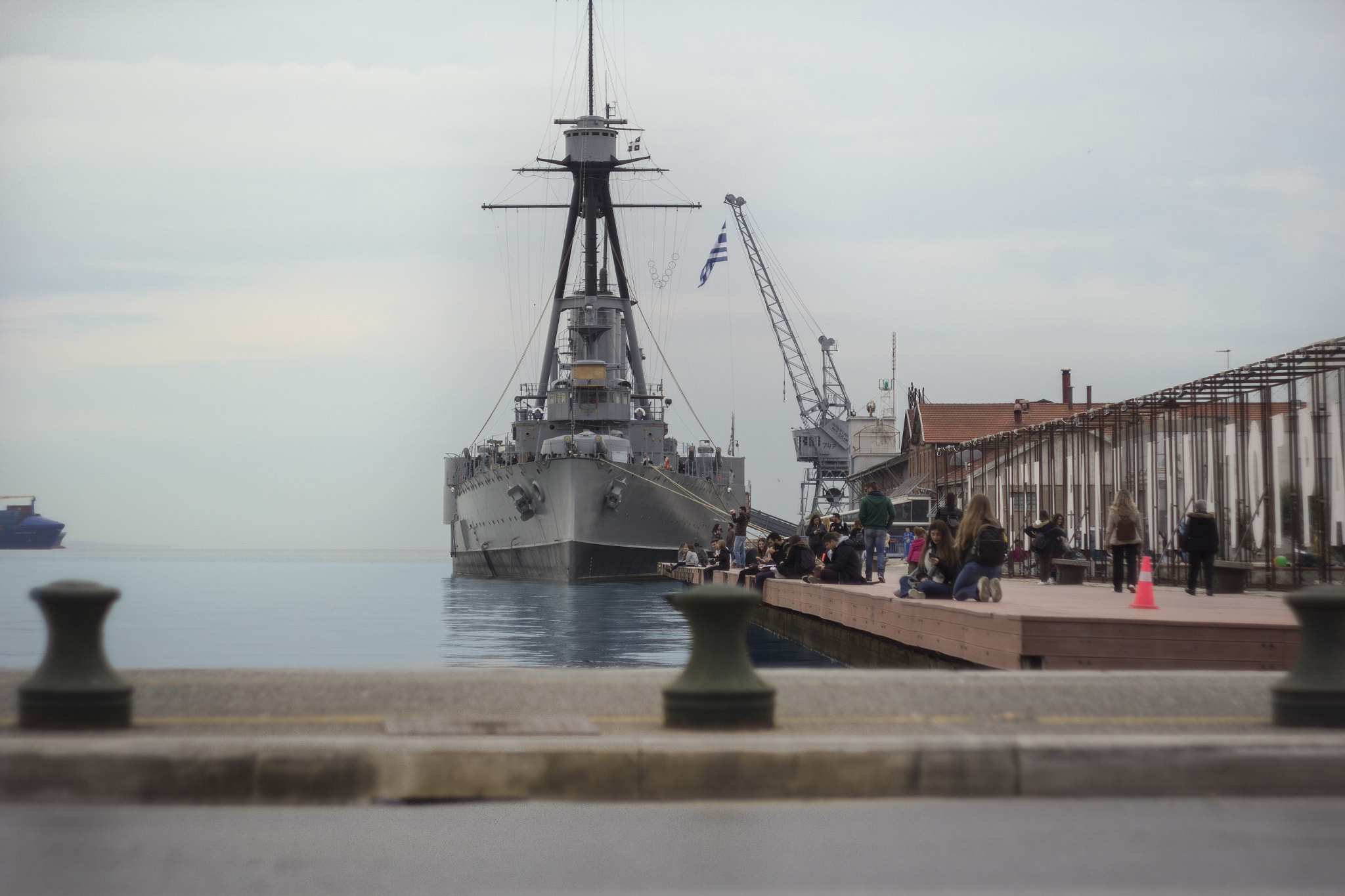
Vista de proa
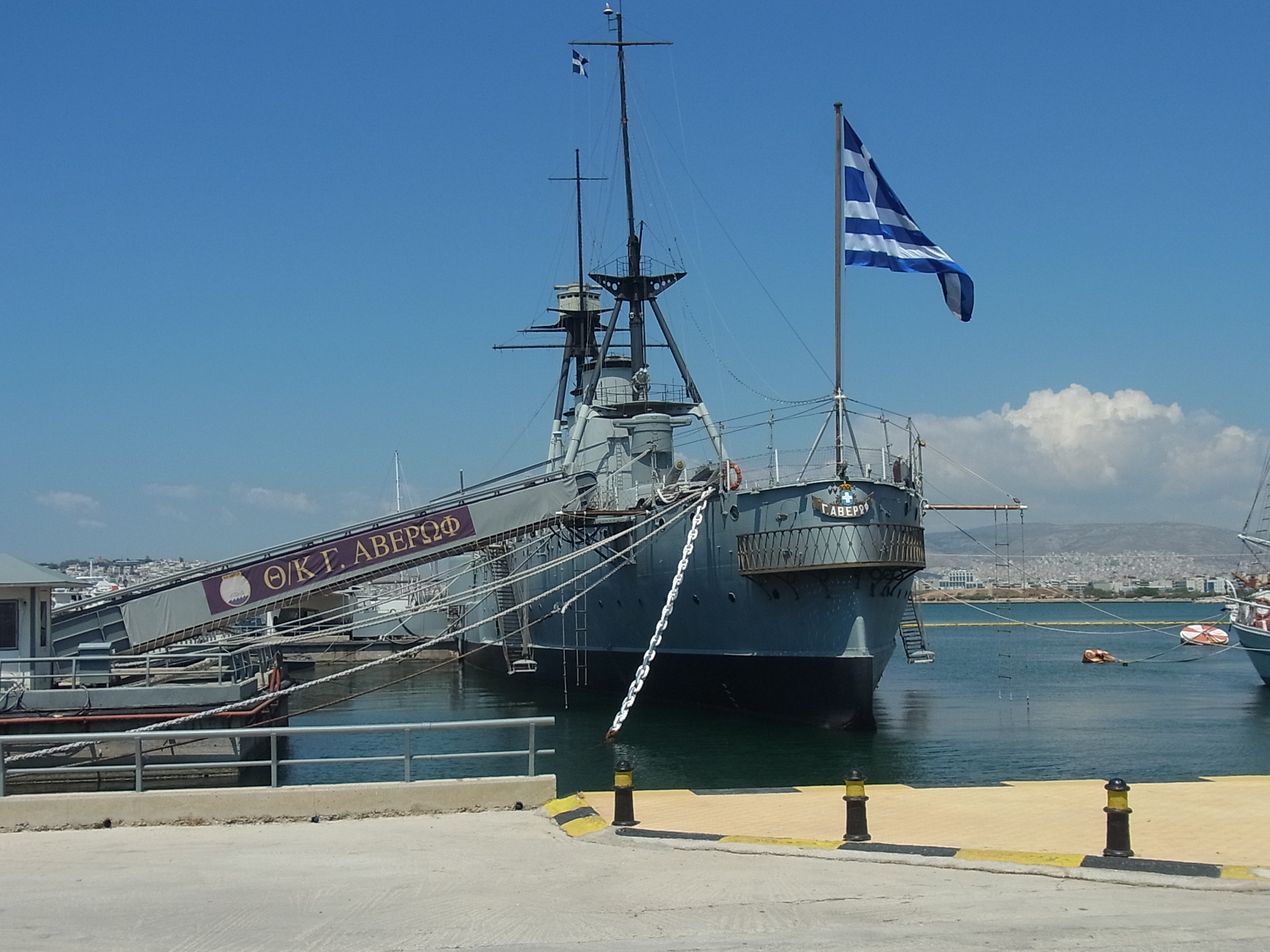
Vista de popa
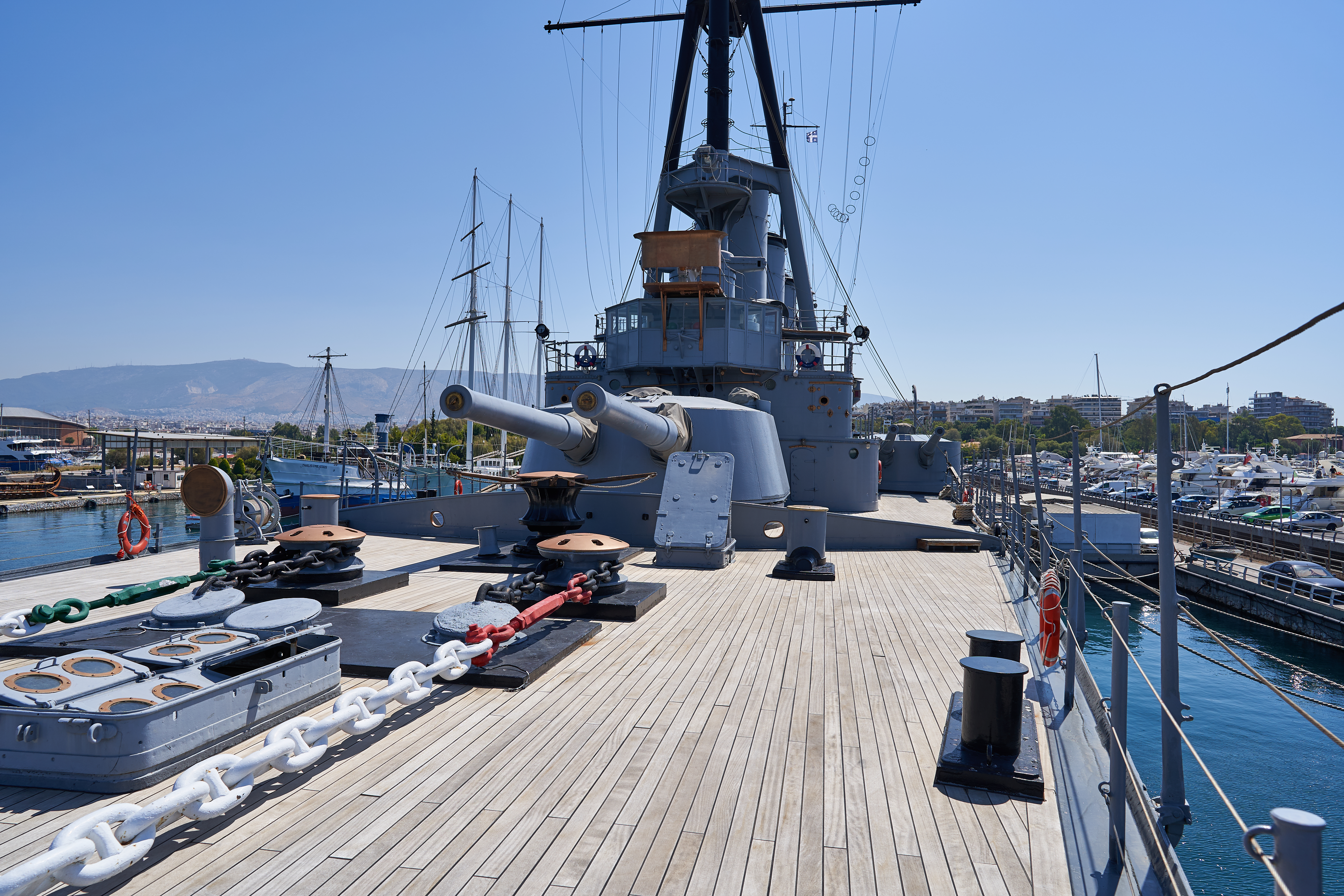
Puente de mando
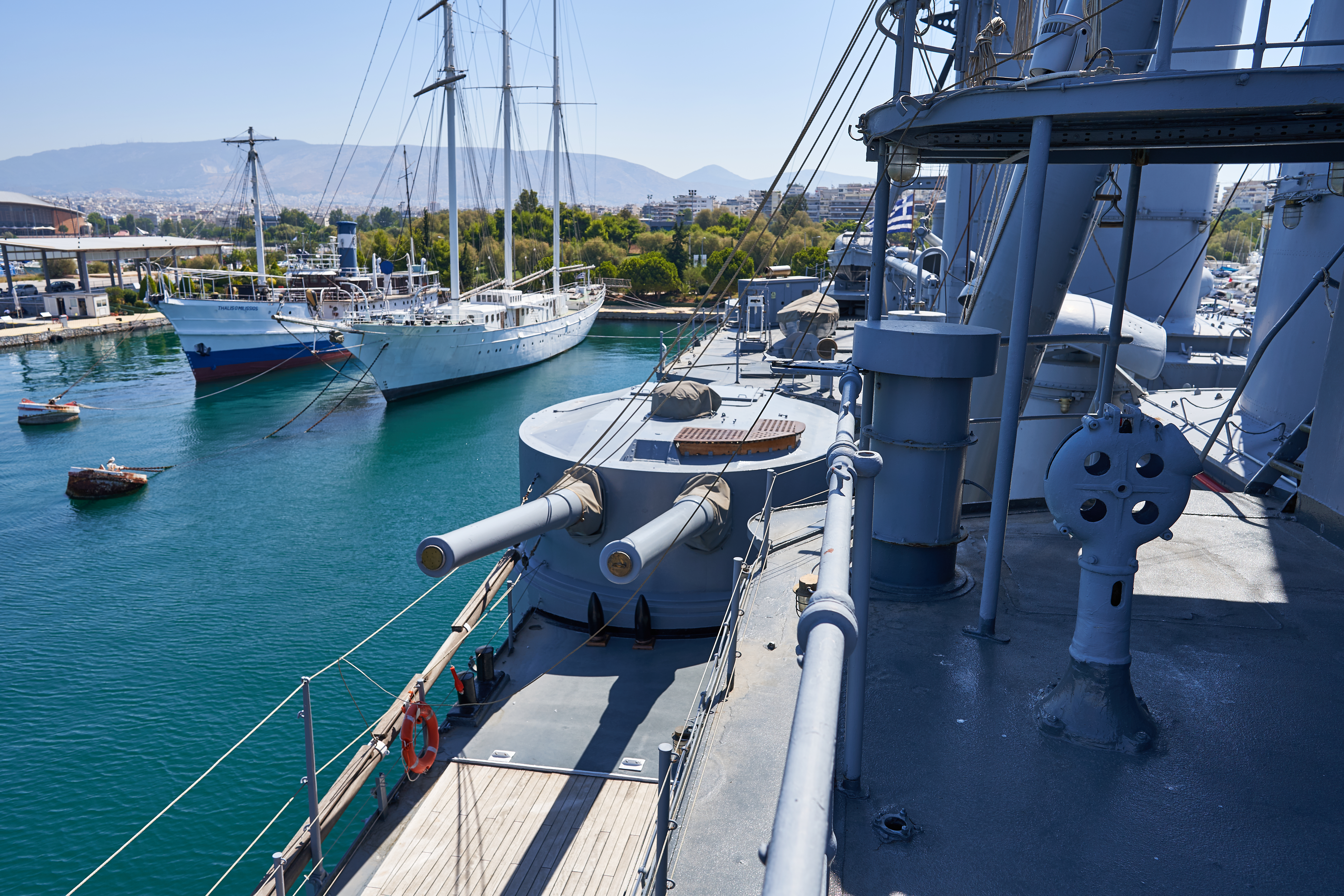
Una torreta